# Faria Lemos
Faria Lemos este un oraș în Minas Gerais (MG), Brazilia.